# Oued Djemaa
Oued Djemaa là một đô thị thuộc tỉnh Aïn Defla, Algérie. Dân số thời điểm năm 2002 là 9.891 người.